# Malitub
Malitub
es un barrio rural  del municipio filipino de primera categoría de Bataraza perteneciente a la provincia  de Paragua en Mimaro,  Región IV-B.
En 2007 Malitub contaba con  538 residentes.

## Geografía
El municipio de Bataraza se encuentra situado en el extremo sur de la parte continental de la isla de Paragua,  775 kilómetros al suroeste de Manila y aproximadamente a 236 km de Puerto Princesa y a unas 5 o 6 horas de camino por tierra.
Este barrio, continetal, ocupa el extremo sur del municipio en la costa este de la isla.
Linda al norte con el barrio de Canipán  que forma parte del municipio vecino de Punta Baja (Rizal)  en la costa occidental de la isla;
al sur con la bahía de Coral y también con el barrio de Tagnato;
al  este con el barrio de  Sapa;
y al oeste con el barrio de Tagolango, en la costa del mar de la China Meridional entre los cabos de Resposo, al sur, y  Muslog, al norte.

### Demografía
El barrio  de Malitub contaba  en mayo de 2010 con una población de 662 habitantes.

## Historia
Formaba parte de la provincia española de  Calamianes, una de las 35 del archipiélago Filipino, en la parte llamada de Visayas. Pertenecía a la audiencia territorial  y Capitanía General de Filipinas, y en lo espiritual a la diócesis de Cebú.
En 1858 la provincia  fue dividida en dos provincias: Castilla,  Asturias y la isla de Balábac. Este barrio pasa a formar parte de la provincia de Asturias.